# Mamma Bruschetta
Mamma Bruschetta Piccirillo Henrique (São Paulo, 13 de septiembre de 1949) es una actriz y presentadora de televisión.
Es conocida por los personajes Condessa Giovanna y el extraterrestre Zero. Actuó en varios espectáculos de teatro, como It Happened to Shirley Taylor, O Advogado de Deus y O Fantasma da Minha Sogra.

## Carrera

### Televisión
Durante la década de 1980 hasta 1990, actuó en el programa de variedades llamado TV Mix, donde interpretó a la condesa italiana Gioconda, formando parte del equipo de TV Gazeta.
Durante la década de 1990, en el programa infantil llamado Rá-Tim-Bum, interpretó a un extraterrestre llamado Zero que aparecía volando dentro de una nave espacial y sobrevolaba la ciudad de São Paulo buscando diferentes cosas, por ejemplo, alguien que vistiera el color rojo ( luego congelarían la "escena" y explicarían).
En la década de 1990, pasó a formar parte del jurado del programa Show de Calouros, donde interpretó al personaje de la condesa Giovanna. En las décadas de 2000 y 2010, actuó en el Programa Silvio Santos, apareciendo en varias ediciones de las pinturas Jogo dos Pontinhos y Jogo das Três Pistas como el personaje Mamma Bruschetta.
Su protagonista principal es Mamma Bruschetta, un personaje caricaturizado de una típica inmigrante italiana chismosa, que comenta los sucesos de las telenovelas que se emiten y la vida de los famosos.
A finales de julio de 2016, Mamma dejó de formar parte de Mulheres, programa en el que actuaba desde hacía casi 15 años, para presentar un nuevo programa con Leão Lobo, Leo Dias, Décio Piccinini, Lívia Andrade y Mara Maravilha, en SBT, llamado Fofocalizando. Su paso a SBT no le permitió continuar en Mulheres, como inicialmente le hubiera gustado, y su contrato con TV Gazeta fue rescindido amistosamente. Mamma se quedó en el segundo paso por SBT hasta octubre de 2020, cuando fue despedida. El 9 de octubre de 2020 aceptó la invitación de Catia Fonseca, volviendo a trabajar en Rede Bandeirantes, en sociedad con la presentadora, en el programa Melhor da Tarde.

### Cine
Mamma hizo una pequeña aparición en el cine, en la película llamada Falsa Loura en 2007, donde interpretó a la dueña de un club nocturno, donde reserva una mesa para el personaje de Silmara, interpretado por la actriz brasileña Rosanne Mulholland.

## Vida personal
"Mamma Bruschetta" surgió como un personaje. Desde entonces, se ha convertido en la expresión de género pública de su intérprete. Posteriormente, en 2021, la actriz oficializó el nombre Mamma Bruschetta como su nombre social en su cédula de identidad y se declaró mujer, asumiendo su expresión de género como Mamma, quien dejó de ser un personaje ficticio y se convirtió en su identidad.
En una entrevista con el podcast Saravá Podcast, Mamma Bruschetta se asumió como candomblecista habiendo sido santa por más de 40 años.

## Filmografía

### Televisión
| Año     | Título                    | Posición / Función               | Nota                                  |
| ------- | ------------------------- | -------------------------------- | ------------------------------------- |
| 1987–89 | TV Mix                    | Presentador y comediante         | Interpretando a la condesa Giovanna   |
| 1988    | Tarcísio & Glória         | Luis                             | Episodio: "Las dos caras de Ava"      |
| 1990–94 | Ra-Tim-Bum                | Zero                             |                                       |
| 1990    | Brasileiras e Brasileiros | Participación especial           |                                       |
| 1992    | Mundo da Lua              | Consejero real                   | Episodio: " Dueño del Mundo Lunar "   |
| 1990–96 | Show de Calouros          | jurado                           | Como la condesa Giovanna              |
| 2001-16 | Mulheres                  | Coanfitriona                     |                                       |
| 2002    | SPA TV Fantasia           | Ella misma                       | Episodio: "Ilegal, inmoral y engorde" |
| 2011-14 | Programa Silvio Santos    | Participante ( Juego de Puntos ) |                                       |
| 2016-19 | Fofocalizando             | Presentadora                     |                                       |
| 2020    | Melhor da Tarde           | Colaboradora                     |                                       |

### Cine
| Año  | Título                      | Personaje       |
| ---- | --------------------------- | --------------- |
| 1991 | Sua Excelência, o Candidato | Brigitte Mellot |
| 1992 | Perfume de Gardênia         |                 |
| 2007 | Falsa Loura                 | Bono            |
| 2023 | D'Alama, O Pacto            | Gitana          |

### Teatro
| Año  | Título                             |
| ---- | ---------------------------------- |
| 1968 | Édipo Rei                          |
| 1980 | Auto da Compadecida                |
| 1981 | Macunaíma                          |
| 1981 | Nelson Rodrigues, o Eterno Retorno |
| 2004 | 2/4 de Motel                       |
| 2005 | Aconteceu com Shirley Taylor       |
| 2016 | O Fantasma da Minha Sogra          |
| 2018 | O Advogado de Deus                 |
| 2022 | Miss Brasil Sou Eu                 |

### Internet
| Año           | Título         | Función      | Plataforma |
| ------------- | -------------- | ------------ | ---------- |
| 2018-presente | Canal de Mamma | Presentadora | YouTube    |